# WWE Capitol Punishment
Ne doit pas être confondu avec Capital Punishment.
Capitol Punishment est une manifestation de catch professionnel télédiffusée et visible uniquement en paiement à la séance. L'événement, produit par la World Wrestling Entertainment (WWE), s'est déroulé le 19 juin 2011 dans la salle omnisports Verizon Center à Washington DC, la capitale fédérale des États-Unis. Il s'agit de la première édition de Capitol Punishment, pay-per-view annuel qui remplace WWE Fatal 4-Way. Rey Mysterio, John Cena et Barack Obama (le 44e président des États-Unis), tous les trois caricaturés, sont les vedettes de l'affiche officielle.
Huit matchs, dont quatre mettant en jeu les titres de la fédération, ont été programmés. Chacun d'entre eux est déterminé par des storylines rédigées par les scénaristes de la WWE ; soit par des rivalités survenues avant le pay-per-view, soit par des matchs de qualification en cas de rencontre pour un championnat. L'événement a mis en vedette les catcheurs des divisions Raw et SmackDown, créées en 2002 lors de la séparation du personnel de la WWE en deux promotions distinctes.

## Contexte
Les spectacles de la WWE en paiement à la séance sont constitués de matchs aux résultats prédéterminés par les scénaristes de la WWE. Ces matches sont justifiées par des storylines - une rivalité entre catcheurs, la plupart du temps - ou par des qualifications survenues dans les émissions de la WWE telles que RAW, SmackDown et Superstars. En général, ces pay-per-views sont constitués en majorité de matchs de championnat. Tous les catcheurs possèdent un gimmick, c'est-à-dire qu'ils incarnent un personnage face (gentil), heel (méchant) ou tweener (neutre, apprécié du public), qui évolue au fil des rencontres. Un pay-per-view comme Capitol Punishment est donc un évènement tournant pour les différentes storylines en cours.

### Randy Orton vs Christian
À Over The Limit, Orton conserve son titre de champion du monde poids lourds contre Christian. À Smackdown, Christian arbitre le match pour le titre entre Orton et Sheamus et, après le match, Christian porte un coup à Orton avec la ceinture du championnat, faisant un heel turn. Ensuite un match revanche est annoncé entre Orton et Christian pour le titre du monde poids lourds à Capitol Punishment.

### Wade Barrett vs Ezekiel Jackson
À Over The Limit, Wade Barrett conserve son titre intercontinental contre Ezekiel Jackson par disqualification à la suite de l'intervention de Heath Slater et Justin Gabriel. Après, lors d'un tag team contre the Usos et Ezekiel Jackson, Heath Slater et Justin Gabriel annoncent à Wade Barrett que the Corre est terminée. Ensuite le match pour le titre intercontinental entre Wade Barrett et Ezekiel Jackson est annoncé à Capitol Punishment.

### John Cena vs R-Truth
À Extreme Rules, R-Truth intervient dans le match pour le titre de la WWE entre The Miz, John Cena et John Morrison, il porte sa nouvelle prise sur son ami Morrison et donne un coup à Cena. Après Extreme Rules, R-Truth attaque John Morrison avec son Reverse STO à l'extérieur du ring et ensuite sur la rampe, blessant Morrison qui sera absent pour plusieurs semaines. À Over The Limit, R-Truth bat Rey Mysterio et dans la même soirée John Cena conserve son titre contre The Miz dans un I Quit Match. Par la suite, R-Truth lance un défi pour le titre de la WWE contre John Cena, après son match contre Cena à Raw que Truth gagne par décompte à l'extérieur alors que le titre n'est pas en jeu. Il jette une bouteille d'eau sur une personne du public et s'en va. Le site de la WWE annonce que John Cena mettra son titre de champion de la WWE contre R-Truth à Capitol Punishment.

## Tableau des résultats
| #                                                                | Match                                                                      | Stipulation                                             | Durée |
| ---------------------------------------------------------------- | -------------------------------------------------------------------------- | ------------------------------------------------------- | ----- |
| Dark                                                             | Santino Marella et Vladimir Kozlov battent Heath Slater et Justin Gabriel. | Tag team match                                          | 4:40  |
| 1                                                                | Dolph Ziggler bat Kofi Kingston (c).                                       | Match simple pour le championnat des États-Unis.        | 11:06 |
| 2                                                                | Alex Riley bat The Miz.                                                    | Match simple.                                           | 10:13 |
| 3                                                                | Alberto Del Rio bat Big Show.                                              | Match simple.                                           | 4:57  |
| 4                                                                | Ezekiel Jackson bat Wade Barrett (c).                                      | Match simple pour le championnat intercontinental.      | 6:36  |
| 5                                                                | CM Punk bat Rey Mysterio.                                                  | Match simple.                                           | 15:00 |
| 6                                                                | Randy Orton (c) bat Christian.                                             | Match simple pour le championnat du monde poids lourds. | 14:06 |
| 7                                                                | Evan Bourne bat Jack Swagger.                                              | Match simple.                                           | 7:12  |
| 8                                                                | John Cena (c) bat R-Truth.                                                 | Match simple pour le championnat de la WWE.             | 14:45 |
| (c) désigne le(s) champion(s) défendant son titre dans le match. |                                                                            |                                                         |       |